# Borstbeeld van Goswami Tulsidas
Het borstbeeld van Goswami Tulsidas aan de Kwattaweg in Paramaribo staat op het voorerf van het culturele centrum Mata Guari. De Indiase overheid schonk het als dank voor het behoud van de hindoeïstische cultuur in Suriname. De onthulling werd op 6 augustus 1998 verricht door ambassadeur Rajesh Agrawal.

## Tulsidas
Tulsidas leefde in de 16e eeuw en was filosoof en schrijver. Zijn belangrijkste werk is zijn interpretatie van de Ramayana in zijn boek Ramcharitmanas. Dit deed hij niet in het Sanskriet, maar in het Hindi waardoor het toegankelijk was voor veel mensen. Zijn boek wordt gerekend tot de belangrijkste werken uit de Indiase literatuur. Hij wordt tevens gezien als een zeer conservatieve schrijver.

## Mata Gauri
Het culturele centrum is vernoemd naar Gowri Sewbaluck, ook wel Mata Gauri (moeder Gowri). Zij kocht in 1919 dit perceel van vijf hectare voor 5400 gulden. Rond 1962 schonk ze het op honderdjarige leeftijd met het doel om de hindoeïstische cultuur te behouden. Dit maakte ze zelf niet meer mee. Ze overleed op 15 juli 1966 op 104-jarige leeftijd. De stichting werd op 5 april 1968 opgericht en het culturele centrum werd geopend op 9 april 1983. De stichting liet vanaf september 1970 ook nog de Mata Gauri School bouwen in Groningen in Saramacca.

## Uiterlijk en tekst
Het beeld staat op een ondergrond die bestaat uit drie ronde plateaus met zwarte tegels, die naar boven toe telkens kleiner worden. Bovenop de sokkel staat het borstbeeld, met erboven een rood vierkant puntdakje als bescherming tegen regen. Op de sokkel bevindt zich een plaquette met de volgende tekst:
| गोस्वामी तुलसीदास Goswami Tulsidas On the occasion of his 500th birthday anniversary Inaugurated on 6th August 1998 by H.E. Mr. K.L. Agrawal Ambassador of the Republic of India Donated by: Indian Council for Cultural Relations New Delhi To the Foundation Mata Gauri, Paramaribo |